# The Big Bopper
Jiles Perry "J. P." Richardson Jr., más conocido como The Big Bopper (Sabine Pass, Texas, 24 de octubre de 1930-Clear Lake, Iowa, 3 de febrero de 1959), fue un cantante estadounidense. El mayor éxito de su carrera fue "Chantilly Lace", que llegó a ser número 1 en 1958. Falleció en un accidente aéreo junto a Buddy Holly y Ritchie Valens, en lo que se conoce como «El día que murió la música».

## Biografía
Jiles Perry Richardson nació el 24 de octubre de 1930 en Sabine Pass, Texas, hijo de Jiles Perry Richardson Sr. (1905- 1984) y su esposa Elise (de soltera, Stalbsy; 1909-1983) que ya tenían otros dos hijos, Cecil y James. Su familia se trasladó a Port Arthur cuando Jiles era muy joven. Después de la secundaria, Jiles decidió asistir al Lamar State College en Beumont, Texas. Mientras asistía a Lamar de cuyo coro y banda fue miembro, encontró trabajo como DJ y cantante en la emisora de radio local KTRM. Jiles acuñó su propio nombre, "The Big Bopper", mientras trabajaba en la emisora cuando vio a estudiantes universitarios haciendo un baile llamado The Bop. El 18 de abril de 1952 se casó con Adrian Joy Fryon (1936-2004). Juntos tuvieron una hija a la que llamaron Deborah (1955-2010). En mayo de 1957, estableció un nuevo récord mundial de transmisión continua al pasar cinco días, dos horas y ocho minutos sin parar girando 1.821 canciones y duchándose durante los informativos de cinco minutos. Durante su trabajo en KTRM, Jiles, que también tocaba la guitarra, decidió escribir canciones también. Fue descubierto por Harold "Pappy" Daily. En 1957, Jiles lanzó su trabajo más popular, "Chantilly Lace", que fue la tercera canción más escuchada en 1958 en Estados Unidos.

## Muerte

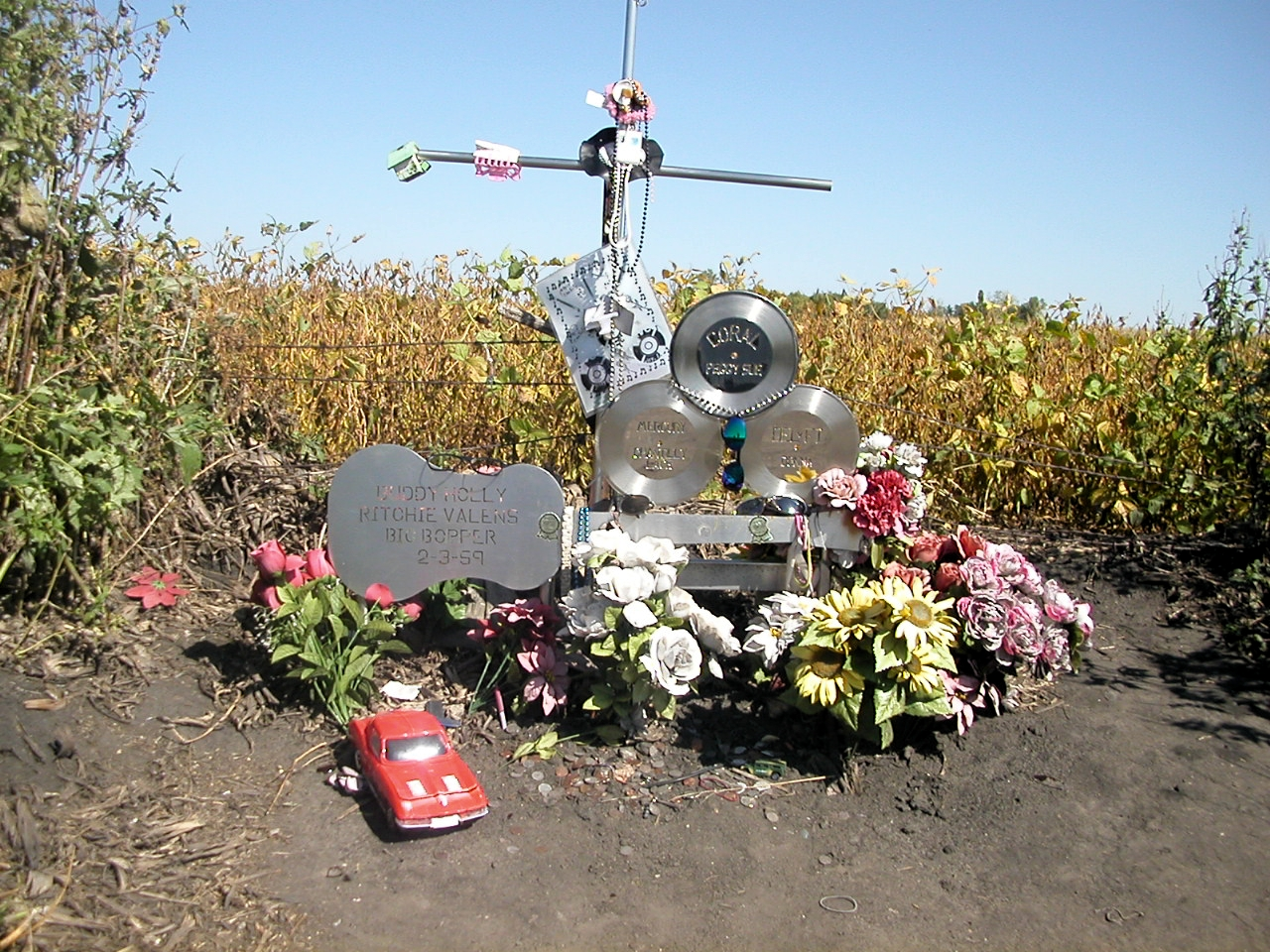
Monumento en el lugar del impacto, 16 de septiembre de 2003.

Jiles se vio abrumado por ofertas y decidió formar parte del tour Winter Dance Party de 1959 programado para sonar en diferentes lugares a través del medio oeste de los Estados Unidos. Los tres músicos y sus bandas viajaron en un humilde autobús con un pésimo sistema de calefacción en pleno invierno. Debido a estas incómodas circunstancias Jiles se puso enfermo de gripe. Cuando el tour rodó por Clear Lake (Iowa), Buddy Holly encargó una avioneta para volar con su banda al próximo destino después del show. Cuando el espectáculo terminó, Jiles se acercó al bajista de Buddy, Waylon Jennings, y le preguntó si le permitía ir en su asiento para poder acostarse y descansar algo, y de esa manera llegar a tiempo a la cita con el doctor. Waylon estuvo de acuerdo y le cedió su asiento. El aparato despegó del Aeropuerto de Mason City alrededor de las 1:00 horas el 3 de febrero de 1959. La terrible tormenta de nieve que se produjo redujo la visibilidad enormemente, tanto que el piloto perdió el control, y el avión se estrelló a 13 km del aeropuerto. El impacto no dejó supervivientes. Jiles, Ritchie, Buddy y el piloto, Roger Peterson, murieron en el acto. The Big Bopper tenía 28 años y dejaba atrás a su esposa embarazada de su segundo hijo, Jay, y un legado que nunca termina. Jay (1959-2013) nacería 84 días después de la muerte de su padre. El cuerpo de Jiles fue llevado a Beumont por un avión privado para ser enterrado. Después del funeral, la calle fue copada por fanes mirando la procesión de autos yendo hacia el cementerio. Jiles Perry Richardson fue enterrado el 5 de febrero de 1959.
En marzo de 2007 Big Bopper fue exhumado con el fin de examinar su cuerpo, para desmentir los rumores de que se podría haber disparado un arma a bordo del avión y que Big Bopper podría haber sobrevivido al accidente y muerto tratando de obtener ayuda, ya que su cuerpo había sido encontrado lejos de la nave accidentada en un campo de maíz cercano. El hijo del artista, Jay Richardson, contrató al Dr. Bill Bass, un conocido antropólogo forense de la Universidad de Tennessee, para que examinara los restos en Beaumont, Texas. 
Bass tomó radiografías del cuerpo y no encontró nada para apoyar esas teorías. "No hubo indicios", dijo Bass en una entrevista telefónica desde Beaumont. "Hay fracturas de la cabeza a los pies. Fracturas masivas. (Él) murió inmediatamente. No se alejó arrastrándose. No se alejó del avión".
Richardson vio a Bass abrir el ataúd y observó su examen. Dijo que estaba satisfecho con los hallazgos y ambos se sorprendieron al encontrar el cuerpo lo suficientemente conservado como para ser reconocible. Lo insólito es que se planeó vender el viejo ataúd del artista por eBay.

## Discografía

### Hello Baby! The Best Of The Big Bopper, 1954-1959
1. Chantilly Lace
2. Big Bopper's Wedding
3. Little Red Riding Hood
4. Walking Through My Dreams
5. Beggar To A King
6. Crazy Blues
7. White Lightnin'
8. Bopper's Boogie Woogie
9. That's What I'm Talking About
10. Pink Petticoats
11. Monkey Song (You Made A Monkey Out Of Me)
12. It's The Truth Ruth
13. Preacher and the Bear
14. Someone Watching Over You
15. Old Maid
16. Strange Kisses
17. The Clock
18. Purple People Eater Meets The Witch Doctor
19. Teenage Moon